# Heraclia sassana
Heraclia sassana är en fjärilsart som beskrevs av Embrik Strand 1918. Heraclia sassana ingår i släktet Heraclia och familjen nattflyn. Inga underarter finns listade i Catalogue of Life.